# براهیم ترائوره
براهیم ترائوره (انگلیسی: Brahim Traoré؛ زادهٔ ۴ فوریهٔ ۲۰۰۴) بازیکن فوتبال است.
وی همچنین در تیم‌های ملی فوتبال France national under-16 football team و زیر ۱۸ سال فرانسه بازی کرده است.